# جون ماكدويل (لاعب كرة قدم أمريكية)
جون ماكدويل (بالإنجليزية: John McDowell)‏ هو لاعب كرة قدم أمريكية أمريكي، ولد في 1942.